# ピナーカ多連装ロケット発射機
ピナーカ多連装ロケット発射機 (ピナーカたれんそうロケットはっしゃき、Pinaka_multi-barrel_rocket_launcher, ヒンディー語:पिनाका मल्टीपल रॉकेट लॉन्चर) は、インドが開発した国産の多連装ロケット砲である。

## 概要
2000年2月、インド陸軍に就役した国産の多連装ロケット発射機。214mmロケット弾を6発収めるポッド2基にまとめた12連装発射機を、ライセンス生産したチェコ・タトラ815トラックに搭載する。
発射機のほか、装填機、補給車、司令車、気象観測車から成る。
1999年のカルギル紛争で活躍し、これを受けてインド陸軍は制式導入を決めた。弾頭には対戦車子爆弾や対戦車地雷も用意され、配備当初は最大射程45kmだったが最新型では90kmに延びている。
2024年11月14日、インド国防省はピナーカの「精密攻撃型」の発射試験を行ったと公表した。